# Бабудоржиев, Дулзэн Дондокович
Дулзэн (Дулзен, Дулзын) Дондокович Бабудоржиев (1941 — 29 февраля 2024) — советский и российский спортсмен и тренер по боксу; Мастер спорта СССР, Заслуженный тренер Республики Бурятия, Заслуженный работник культуры Бурятии, Заслуженный работник образования России, Отличник народного просвещения РСФСР, Почетный гражданин Хоринского района Республики Бурятия.

## Биография
Родился в 1941 году в Бурятской АССР.
В 1971 году окончил Бурятский государственный педагогический институт (ныне Бурятский государственный университет) по специальности «Учитель физической культуры». В этом же году возглавил спортивную школу Хоринского района Бурятии, сумев привить многим мальчишкам любовь к боксёрскому спорту, прославив хоринскую школу бокса на республиканском и всесоюзном уровнях.
Воспитанники Бабудоржиева участвовали в первенствах республики, СССР, России, Европы, Кубках мира и Олимпийских играх. В числе его учеников — Матвей Цындыжапов, Бато-Мунко Ванкеев, Тамир Галанов, Бадма Батуев, Базыр Цыденов, Сергей Дашиев, Баир Улахинов и другие.
В 2013 году Дулзэн Бабудоржиев был награжден почетным знаком Министерства спорта Российской Федерации «За заслуги в развитие физической культуры и спорта».
Работал тренером-преподавателем в Республиканской специализированной детско-юношеской спортивной школе олимпийского резерва (Улан-Удэ).
Скончался 29 февраля 2024 года в возрасте 82 лет.